# Carlos Castillo-Chavez
Carlos Castillo-Chavez (nacido en 1952) es Director Emérito y Fundador del Centro de Ciencias de Modelación Computacional y Matemática Simon A. Levin  de la Universidad Estatal de Arizona, Arizona State University. Es Profesor Regente Joaquín Bustoz Jr. y se desempeñó como Profesor de Biología Matemática en la Universidad Estatal de Arizona.  Profesor Regente es la distinción académica de honor más alta que puede otorgar Arizona State University. Adicionalmente, fue el director ejecutivo del Instituto de Biología Matemática y Teórica (MTBI) por 24 años y también del Instituto para el Fortalecimiento del Entendimiento de las Matemáticas y la Ciencia.  El profesor Castillo-Chávez fue rector de la Universidad de Tecnología Yachay en Ecuador entre el año 2016 y 2018, fecha en la cual rechazó el puesto por no aceptar una rebaja de su salario de 18.000 dólares americanos mensuales. Durante el año 2019, Prof. Castillo-Chavez es Profesor Visitante Provost en la División de Matemática Aplicada y Ciencia de Datos en la Universidad de Brown.

## Biografía
Carlos Castillo-Chavez vino a los Estados Unidos desde su tierra natal México en 1974, cuando tenía 22 años de edad. Empezó a trabajar en una fábrica de quesos en Wisconsin para poder mantenerse y cubrir sus gastos. Esta experiencia marcaría su futuro al reconocer la dureza de la vida que deben enfrentar los migrantes.
Inició sus estudios universitarios en la Universidad de Wisconsin - Stevens Point y se graduó en 1976, con sendos títulos en matemáticas y literatura española. Continuó con sus estudios de maestría en Matemáticas en la Universidad de Wisconsin en Milwaukee. Finalmente, completó sus estudios de Ph.D. en el programa de matemáticas de la Universidad de Wisconsin Madison (1984). Antes de mudarse a Arizona Universidad Estatal en 2004, trabajó 18 años como profesor en la Universidad de Cornell bajo la dirección del Prof. Simon A Levin. El profesor Carlos Castillo-Chavez ha publicado libros y artículos científicos, y ha sido parte de directorios y comités para organizaciones científicas como la Fundación de Ciencia Nacional, el Alfred P. Sloan Foundation, los Institutos Nacionales de Salud, Sociedad para Matemática Industrial y Aplicada (SIAM), y la Sociedad Matemática Americana (AMS).
Su interés en la investigación se centra como matemático epidemiólogo, relacionado con los mecanismos subyacentes a la propagación, control, prevención y eliminación de enfermedades. Un editorial de 2006 en la Universidad Estatal de Arizona, un año después de su llegada, lo describió al profesor Castillo-Chávez como uno de los matemáticos más prominentes en el país, un experto en modelación epidemiológica, y entre uno de los mayores contribuyentes a la investigación de la literatura académica sobre la progresión de enfermedades. Ha sido también reconocido por su excepcional trabajo como mentor de estudiantes, asegurándose de su éxito académico y por proporcionar oportunidades para investigación para grupos subrepresentados en las matemáticas y la biología.
Sus 50 estudiantes de doctorado incluyen 20 mujeres, 29 estudiantes de grupos subrepresentados de Estados Unidos y 7 de América Latina. [8] Ha sido un mentor de investigación para más de 500 estudiantes universitarios, en su gran mayoría a través del Instituto de Biología Matemática y Teórica o MTBI [9], que él mismo fundó en 1996. Reconocido por sus habilidades de mentoría y motivación, el Profesor Carlos Castillo-Chávez ha inspirado a cientos de estudiantes a convertirse también en mentores y dedicar esfuerzos para servir a los demás. [9]

## Reconocimientos y premios
Ha recibido el reconocimiento como Mentor y Miembro (2007) de la Asociación Americana para el Adelanto de Ciencia (American Association for the Advancement of Science, AAAS). Ha recibido premios de gran reconocimiento, como el premio como Miembro distinguido en el Centro de Estudios No Lineares en el Laboratorio Nacional Los Álamos (2003), Premio por Científico Distinguido de la Sociedad para el Avance de Chicanos y Americanos Nativos en la Ciencia (SACNAS) (2001). Recibió además, el Premio Presidencial por Excelencia en Mentoría en la Ciencia, Matemática e Ingeniería (1997), y el Premio Académico Presidencial de la Fundación de Ciencia Nacional (National Science Foundation) y de la Oficina del Presidente de los Estados Unidos en dos ocasiones, 1992–1997. En 2012, fue invitado a ser parte de la Sociedad Matemática Americana (American Mathematical Society).
Fue miembro del Directorio de Educación Superior y Fuerza Laboral en la Academia Nacional de Ciencias (2009-2015) y parte del Comité del Presidente Barack Obama para la Medalla Nacional de Ciencia (2010-2015).
En 2015, fue el receptor inaugural de la condecoración Dr. William Yslas, un reconocimiento a la excelencia en Ciencia, Tecnología, Ingeniería y Matemáticas de la Fundación Victoria, co-patrocinado por la Tribu Pasqua Yaqui de Arizona (2015). Prof. Castillo-Chavez fue invitado como Miembro de la Sección en Matemáticas de la Asociación Americana para el Adelanto de Ciencia (American Association for the Advancement of Science) desde 2016 a 2020.
El 24 de febrero de 2016, en honor a la trayectoria y trabajo realizado por el Prof. Carlos Castillo-Chávez, la Universidad Francisco Gavidia inauguró el Centro de Modelación Matemática Carlos Castillo-Chavez, en la Ciudad de San Salvador, en la República de El Salvador. También, ha sido nombrado a Asesor en el Comité para Educación y Recursos Humanos (2016-2019) para la Fundación de Ciencia Nacional, el mayor órgano de educación superior en Estados Unidos. Ha sido nombrado Conferenciante Polya George por el MAA 2017. Durante el período 2016-2018, fue rector de la Universidad de Tecnología Yachay en Ecuador.
En abril del 2017, Prof. Castillo-Chavez fue invitado por la Universidad de Brown para presentar la conferencia sobre el Rol de Contagio en la Construcción y Sostenibilidad de Comunidades. Durante el año 2019, ha sido invitado como Profesor Visitante Provost para la División de Matemática Aplicada y la Iniciativa de Ciencia del Datos de la Universidad Brown.
En septiembre de 2019, Prof Carlos Castillo-Chavez recibirá el premio de Educación Superior Pete C. Garcia de la Fundación Victoria de Arizona al Mérito por Profesor Latino Sobresaliente, un reconocimiento realizado por Investigación en Educación Superior.

## Publicaciones seleccionadas
Libros (seleccionados)
- Carlos Castillo-Chavez, Fred Brauer, Zhilan Feng (2019). Mathematical Models in Epidemiology.New York: Springer.  ISBN: 1493998269, 9781493998265
- Carlos Castillo-Chavez, Fred Brauer (2013). Mathematical Models for Communicable Diseases. SIAM. ISBN: 1611972418, 9781611972412
- Clemence, Dominic; Gumel, Abba; Castillo-Chávez, Carlos; Mickens, Ronald E. (2006). Mathematical studies on human disease dynamics: emerging paradigms and challenges: AMS-IMS-SIAM Joint Summer Research Conference, competitive mathematical models of disease dynamics: emerging paradigms and challenges, July 17–21, 2005, Snowbird, Utah. Providence, Rhode Island: American Mathematical Society. ISBN 0-8218-3775-3.
- Castillo-Chávez, Carlos (2003). Bioterrorism: mathematical modeling applications in homeland security. Philadelphia: Society for Industrial and Applied Mathematics. ISBN 0-89871-549-0.
- Blower, Sally; Castillo-Chávez, Carlos (Ed) (2002). Mathematical approaches for emerging and reemerging infectious diseases: an introduction. Berlín: Springer. ISBN 0-387-95354-X.
- Castillo-Chávez, Carlos; Brauer, Fred (2001). Mathematical models in population biology and epidemiology. Berlín: Springer. ISBN 0-387-98902-1.
- Carlos Castillo-Chavez (editor) (1989). Mathematical and Statistical Approaches to AIDS Epidemiology. Springer-Verlag Berlin Heidelberg. ISBN: 978-3-540-52174-7

Artículos científicos (seleccionados / más citados de más de 250 publicaciones)
- Castillo-Chavez Carlos, Derdei Bichara, and Benjamin R Morin. Perspectives on the role of mobility, behavior, and time scales in the spread of diseases. Proceedings of the National Academy of Sciences, 113(51):14582–14588, 2016.
- Chowell, D., C. Castillo-Chavez, S Krishna, X Qiu, Modelling the effect of early detection of Ébola- The Lancet Infectious Diseases, 15(2): 148--149, 2015
- Carlos Castillo-Chavez, Roy Curtiss, Peter Daszak, Simon A. Levin, Oscar Patterson-Lomba, Charles Perrings, George Poste, and Sherry Towers. Beyond Ebola: lessons to mitigate future pandemics. The Lancet Global Health 3 (7), e354-e355. 2015
- Eli P. Fenichel, Carlos Castillo-Chavez, M. G. Ceddia, Gerardo Chowell, Paula A. Gonzalez Parra, Graham J. Hickling, Garth Holloway, Richard Horan, Benjamin Morin, Charles Perrings, Michael Springborn, Leticia Velázquez, and Cristina Villalobos, “Adaptive human behavior in epidemiological models,” Proceedings of the National Academy of Sciences PNAS, USA 2011; 108:6306-11
- Castillo-Chavez, C. and B. Song: “Dynamical Models of Tuberculosis and applications,” Journal of Mathematical Biosciences and Engineering, 1(2): 361-404, 2004.
- Castillo-Chavez C., Z. Feng and W. Huang. “On the computation Ro and its role on global stability,” In: Mathematical Approaches for Emerging and Reemerging Infectious Diseases: An Introduction, IMA Volume 125, 229-250, Springer-Verlag, Berlin-Heidelberg-New York. Edited by Carlos Castillo-Chavez with Pauline van den Driessche, Denise Kirschner and Abdul-Aziz Yakubu, 2002.
- Chowell, G., Hengartner, N.W., Castillo-Chavez, C., Fenimore, P.W., Hyman, J.M. “The Basic Reproductive Number of Ebola and the Effects of Public Health Measures:  The Cases of Congo and Uganda.”  Journal of Theoretical Biology, 229(1): 119-126 (July 2004)